# Регган-Північ (газове родовище)
Регган-Північ (газове родовище) — група газових родовищ у центральній частині алжирської Сахари, що розробляються за єдиним проєктом.

## Загальна інформація
Розвідка в басейні Реган почалась наприкінці 1950-х років і в 1964-му відкрили родовище Регган. У 1980-му виявили родовище Тіулілін (Tiouliline), а в 2000-му до цього переліку приєдналось Азрафі. В 2000-х роках провели бурову кампанію з 15 оціночних та розвідувальних свердловин, що дало змогу уточнити запаси старих та видкрити нові родовища — в 2006–му Салі, далі Кахлуч (Kahlouche) та останнім Кахлуч-Південь (South Kahlouche).
Поклади вуглеводнів пов'язані з пісковиками празького ярусу нижнього девону та карбону.
Видобувні запаси проєкту Регган-Північ первісно оцінили у 48 млрд м3.

## Розробка
Розробку групи родовищ Регган-Північ організували через консорціум, учасниками стали державна алжирська Sonatrach (40 %), іспанська Repsol (29,25 %), німецька RWE Dea (в подальшому Wintershall Dea, 19,5 %) та італійська Edison (11,25 %). У 2023-му Edison вийшла з проєкту, тоді як частки Repsol та Wintershall зросли до 36 % та 24 % відповідно.
Видобуток стартував 2017 року. До складу облаштування родовищ входить установка підготовки добовою продуктивністю 8 млн м3 на добу, газозбірна мережа загальною довжиною 280 км, а також власний аеродром.
Видача продукції відбувається по трубопроводу довжиною 74 км до головної компресорної станції газопроводу GR5.